# Megaleporinus macrocephalus
Megaleporinus macrocephalus, denominada popularmente boga o boguita, es una especie del género de peces de agua dulce Megaleporinus, de la familia de los anostómidos en el orden Characiformes. Habita en aguas cálidas o templado-cálidas del centro de América del Sur. Su longitud total ronda los 60 cm. Fue descrita originalmente en el año 1988 por Júlio César Garavello y Heraldo Antonio Britski. La localidad tipo es: «río Cuiabá, Barão de Melgaço, Mato Grosso, Brasil». 

## Distribución
Esta especie se encuentra en ríos de aguas tropicales y subtropicales de América del Sur, llegando por el sur hasta el sur a la cuenca del Plata, en el Brasil, Paraguay y el nordeste de la Argentina.